# Rhizogonium novae-hollandiae
Rhizogonium novae-hollandiae là một loài rêu trong họ Rhizogoniaceae. Loài này được (Brid.) Brid. mô tả khoa học đầu tiên năm 1827.